# Descàrrega electroestàtica

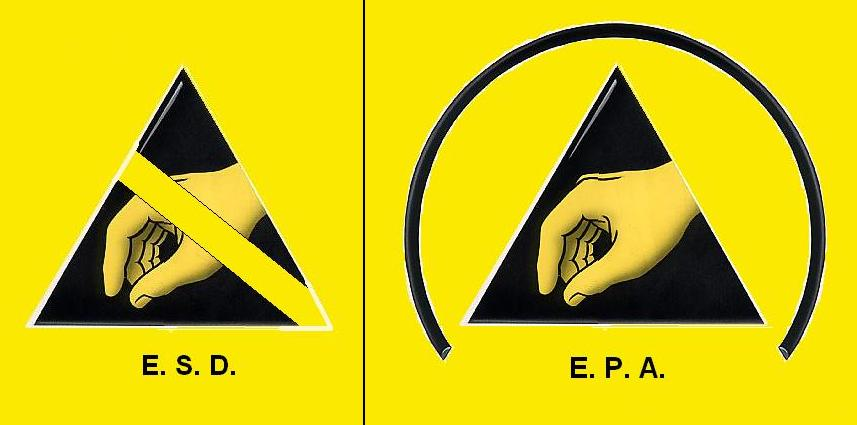
Símbol per a components electrònics amb el risc de dany per ESD (esquerra) i equips protegits contra electrificació (dreta).

La descàrrega electroestàtica (coneguda per les seves sigles en anglès: electrostatic discharge, ESD) és un fenomen electroestàtic que fa que circuli un corrent elèctric sobtat i momentani entre dos objectes de distint potencial elèctric; com el que circula per un parallamps després de ser abastat per un llamp. El terme s'utilitza generalment en la indústria electrònica i altres indústries per a descriure els corrents indesitjats i momentanis que poden causar dany a l'equip electrònic.

## Principals causes
Per comprendre el procés de formació d'aquest corrent cal considerar que un cos qualsevol està format per un nombre indeterminat de molècules lligades entre si per forces d'atracció i repulsió que els permet sostenir-se en equilibri sense que entrin en contacte. Sabem que l'electró és la més petita quantitat d'agent elèctric, la partícula elemental d'electricitat negativa. Sabem que aquests electrons tenen una estabilitat precària a l'àtom i poden abandonar la seva òrbita a conseqüència d'un xoc, fricció, commoció nuclear i moltes altres circumstàncies.
Si tenim en compte que el cos humà actua de manera (positiva) i els electrons de manera (negativa) i que, a més, dos cossos carregats en sentit oposat s'atreuen, es comprèn perquè es produeix una descàrrega en el dit quan es toca l'extremitat d'un objecte metàl·lic, excel·lent conductor elèctric, carregat amb electrons, la virtut consisteix a acumular-se en les parts extremes o perifèriques de les matèries.
Com, d'altra banda, l'elevació de temperatura afavoreix el despreniment d'electrons, o millor dit, l'electrització, el frec dels núvols entre si o el de les capes d'aire sec, així com els frecs de frens i corretges del cotxe, incrementen considerablement la triboelectricitat.
Aquest tipus d'electricitat estàtica és la principal causa de les descàrregues electroestàtiques, que es generen sovint a través de l'electrificació de contactes elèctrics o la separació de càrregues elèctriques que ocorre quan dos materials fan contacte i després se separen. Els exemples d'aquest tipus inclouen caminar sobre una catifa, descendir d'un cotxe, o treure algun tipus d'empaquetatges de plàstic. En tots aquests casos aquesta fricció entre dos materials carregats amb electricitat de diferent signe dona lloc a l'electrificació i es crea així una diferència de potencial elèctric que pot conduir a un esdeveniment de descàrrega.
Una altra causa de les descàrregues electroestàtiques és la inducció electroestàtica. Aquesta pot ocórrer quan un objecte elèctricament carregat es posa prop d'un objecte conductor aïllat de terra. La presència de l'objecte carregat crea un camp electroestàtic que crea càrregues elèctriques distribuïdes per la superfície de l'altre objecte. Encara que la càrrega electroestàtica neta de l'objecte no hagi canviat, ara tindrà regions d'excés de càrrega positives i negatives. Un esdeveniment d'ESD pot ocórrer quan l'objecte entra en el contacte amb una trajectòria conductora. Per exemple, les regions carregades en les superfícies d'unicel de tasses o de bosses plàstic poden induir un potencial en components sensibles propers d'ESD mitjançant el fenomen d'inducció electroestàtica i la descàrrega pot ocórrer si el component es toca amb una eina metàl·lica.

## Història i antecedents
Per a la majoria de les persones, l'electricitat estàtica no és més que la simple enrampada que s'experimenta en tocar la maneta metàl·lica d'una porta després d'haver caminat sobre una catifa, o d'haver-se lliscat al seient d'un automòbil.
No obstant això, el camp de l'electroestàtica va molt més enllà, ja que ha estat un greu problema per la indústria durant segles. A principis del segle xv, els forts Europeus i del Carib usaven ja procediments de control i dispositius per evitar que les descàrregues electroestàtiques fessin explotar els magatzems de pólvora negra. En la dècada de 1860, aproximadament, les fàbriques de paper dels EUA Usaven els aterraments bàsics, tècniques de ionització de flama i tambors de vapor per dissipar l'electricitat estàtica de les xarxes de paper quan passaven a través del procés d'assecatge. Qualsevol negoci i procés industrial ha tingut en algun moment els seus propis problemes pel que fa a la càrrega i descàrrega electroestàtica. Exemples clars poden ser la munició i els explosius, la farmacèutica, l'agricultura, la impressió i les arts gràfiques, els tèxtils, la pintura o els plàstics. En tots ells, el control de l'electricitat estàtica té una importància significativa.
Amb l'arribada de l'era tecnològica, van aparèixer també nous problemes en aquest àmbit. Conforme els aparells electrònics es feien més ràpids i petits, la seva sensibilitat respecte a les descàrregues electroestàtiques o ESD, es veia augmentada. Avui dia, les ESD tenen un impacte significatiu en cada un dels aspectes de l'electrònica.
Malgrat el gran esforç realitzat en l'últim quart de segle, les ESD encara afecten el rendiment de la producció, els costos, la fiabilitat del producte, etc. Els experts de les indústries han estimat que la mitjana de pèrdues de producte relacionades amb l'electricitat estàtica va des d'un 8% fins a un 33%.

## Tipus
La forma més cridanera o espectacular d'una ESD és la "espurna", que passa quan un camp electroestàtic fort crea un canal conductiu ionitzat per l'aire. Els seus efectes poden portar des d'un petit malestar sobre una persona, fins foc i explosions si l'aire conté gasos o partícules combustibles, passant, evidentment, per causar seriosos danys sobre els equips electrònics.
Moltes de les descàrregues electroestàtiques ocorren sense una "espurna" visible o audible, per exemple, una persona porta una càrrega relativament petita i pot ser que no senti la descàrrega, però aquesta és prou potent per danyar components electrònics molt sensibles. Aquests tipus de descàrregues invisibles, poden causar fallades en els dispositius, i fins i tot degradar d'una forma més passiva, els afecten a llarg termini i donant fe del dany quan ja ha avançat bastant el seu temps de vida.

### Espurna o llamp
L'"espurna" es dona quan la força del camp elèctric supera la força dielèctrica de l'aire (aproximadament de 4 - 30 kV/cm). Això pot causar un ràpid increment del nombre d'electrons i ions lliures en l'aire, provocant que l'aire es converteixi de sobte en un conductor elèctric mitjançant un procés anomenat "caiguda dielèctrica".
El millor exemple d'una "espurna" natural, és la caiguda d'un llamp. En aquest cas, la diferència potencial entre un núvol i el terra, o entre dos núvols, és de centenars de milions de volts. El corrent resultant que flueix per l'aire ionitzat provoca un alliberament d'energia de forma explosiva.
Les "espurnes" poden causar greus explosions a causa de les altes temperatures que s'assoleixen durant el seu desenvolupament. Un exemple d'això és el desastre del dirigible Hindenburg, que, després de nombroses teories sobre com s'ha produït l'accident, aquest va ser atribuït a una descàrrega electroestàtica que va calar foc a uns panells tacats amb tèrmit, un compost que és altament inflamable. L'aeronau havia passat per una tempesta on havia adquirit una gran càrrega electroestàtica. La descàrrega va passar quan van anar a amarrar les cordes per aterrar a Nova Jersey el 1937.

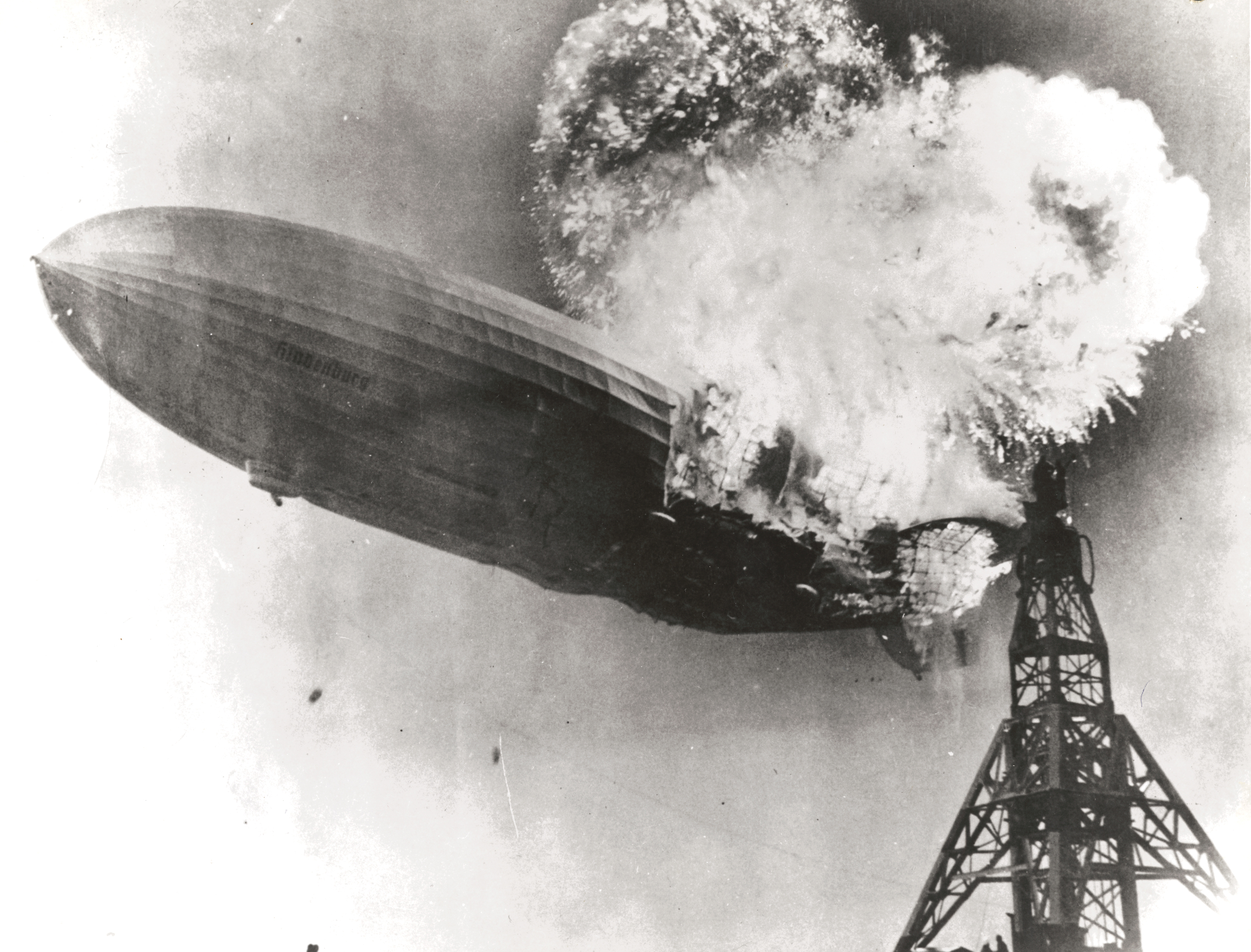
El Hindenburg moments després de començar a cremar.

### Efecte corona
L'efecte corona es produeix, per exemple, en els conductors de les línies d'alta tensió i es manifesta en forma d'halo lluminós al seu voltant. Atès que els conductors solen ser de secció circular, l'halo adopta la forma de corona, d'aquí el nom.
La causa es troba en la ionització de l'aire circumdant el conductor a causa dels alts nivells de tensió a la línia. En el moment que les molècules d'aire s'ionitzen, aquestes són capaces de conduir el corrent elèctric i part dels electrons passen de la línia a l'aire. Tal circulació provoca un increment de temperatura en el gas, donant-li un color vermellós per a nivells baixos de temperatura o blavós per a nivells alts. Això provoca que es pugui quantificar la seva intensitat segons el color de l'halo.
El primer registre d'aquesta forma de descàrrega electroestàtica és el "Foc de Sant Elm". En clima tempestuós a la mar, de vegades apareixien llums com flames vermelloses o blavoses a la part superior dels pals dels vaixells. Els mariners ho associaven amb una forma de protecció i ho van nomenar en honor del seu patró, Erasme de Formia (Sant Elm).

### Descàrrega "raspall"
Aquesta forma de descàrrega electroestàtica, és un tipus particular de descàrrega corona, que té lloc entre dos elèctrodes incrustats en un medi no conductor i es caracteritza per febles i clares bifurcacions compostes per partícules ionitzades.
Aquestes descàrregues poden ocórrer entre plàstics aïllants carregats com el polietilè i un conductor. L'energia màxima associada a una descàrrega d'aquest tipus no sol superar els 4mJ podent ser inflamables però és menys probable que provoquin la ignició de l'aire que un altre tipus de descàrrega entre dos conductors.

## Fenomenologia
- automobilistes i passatgers coneixen de sobres els efectes del fenomen "ESD" que es produeix quan toquen les extremitats de la porta o del maleter, amb la punta del capó o l'angle de qualsevol import de la carrosseria. Encara que la potència d'aquesta descàrrega sigui feble i no tingui perillositat, el subjecte és sensible a la seva manifestació. S'han donat casos excepcionals d'automobilistes que, estant carregats els seus cossos d'electricitat estàtica, han agafat la mànega de combustible a l'estació de servei i en anar a introduir el sortidor en el dipòsit s'ha desencadenat una espurna electroestàtica que va acabar per incendiar la mànega. Per evitar aquest succés tan perillós és recomanable que abans de fer provisió de combustible toquem una superfície metàl·lica (com la porta del nostre cotxe) per descarregar-nos d'electroestàtica.

- Siguin quines siguin les diferents formes de receptivitat humana, les reaccions són d'impotència. Davant aquesta sèrie de fets, els més previnguts, prudents o afectats compren petites cintes que incorporen generalment fils conductors metàl·lics, i les col·loquen a la part posterior del vehicle, perquè per aquí es pugui desprendre l'electricitat estàtica. En termes sucintísims buidats de tot cientifisme, l'electricitat estàtica és més aviat triboelectricitat, és a dir, electricitat produïda per contacte, frec, fricció o fregada (del grec "tribein", fregar). La seva existència és coneguda des de la més llunyana antiguitat i la medicina la utilitza des de fa dos segles per cuidar el sistema nerviós.

- De tota manera, qualsevol persona que tingui cabell llarg pot apreciar, cada vegada que ho fa, com la fregada de la pinta atreu els cabells. Un altre exemple molt conegut és el de la pell dels gats que produeix triboelectricitat quan es passa els dits sobre ella: per la seva actitud, l'animal manifesta clarament la realitat del fenomen. En un cotxe no falten les fonts de triboelectricitat: "ferodos" o pastilles dels frens en fricció amb disc o tambors i corretges de ventilador/alternador, per citar només les dues principals.

## En la indústria electrònica

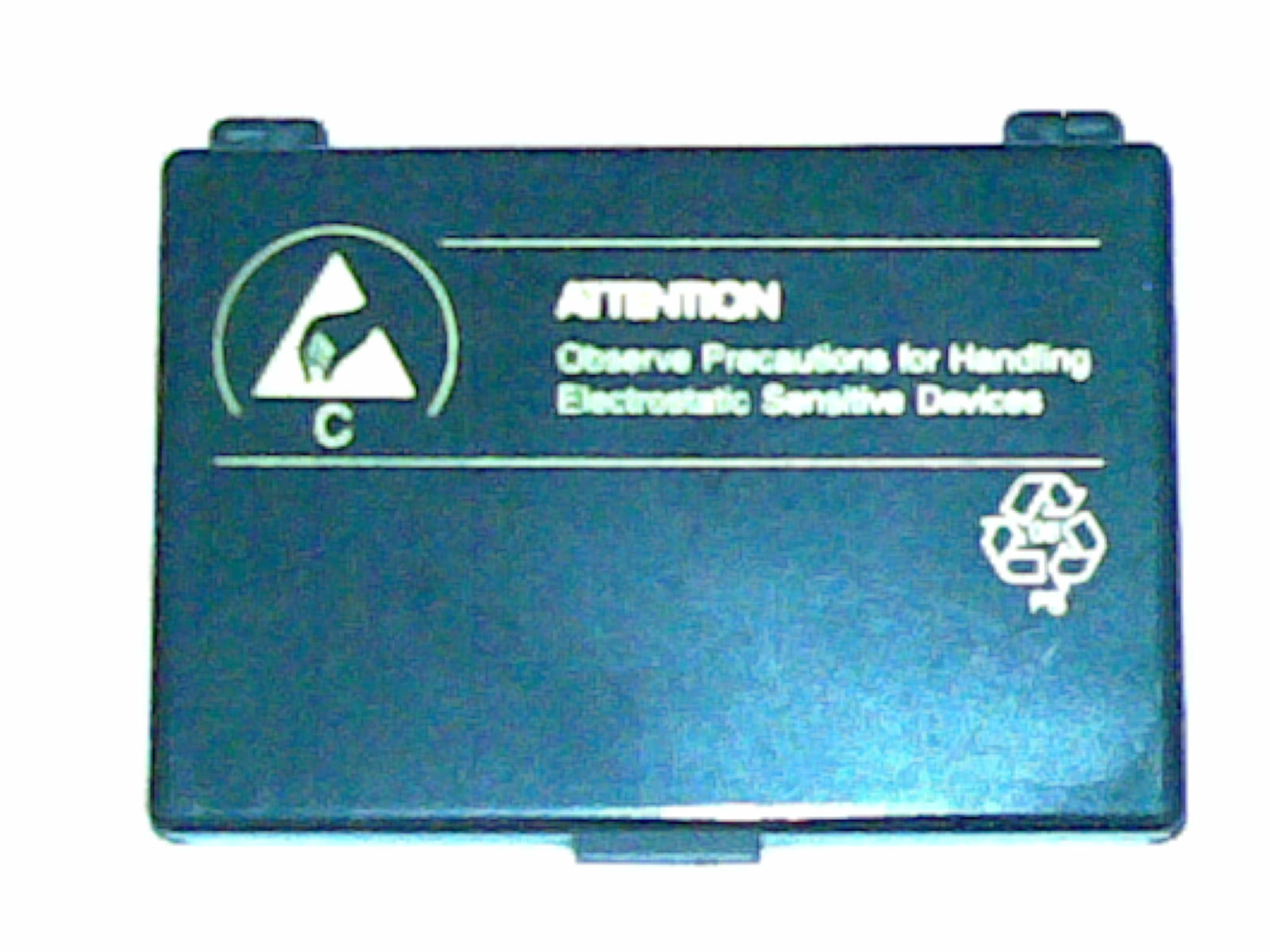
Caixa utilitzada per al transport protegit de components electrònics sensibles a descàrregues electroestàtiques.

Les descàrregues electroestàtiques són un seriós perill per a l'electrònica d'estat sòlid, ja que poden inutilitzar dispositius electrònics. Els circuits integrats es fabriquen amb materials semiconductors com el silici i amb materials aïllants com el diòxid del silici. Qualsevol d'aquests materials pot sofrir dany permanent quan s'exposa a petites càrregues elèctriques.
La prevenció d'ESD es realitza mitjançant una  àrea de protecció electroestàtica  (EPA). L'EPA pot ser una estació de treball petita o una àrea gran de fabricació. El motiu principal d'un EPA és aquest: no estar carregant altament el material al voltant de l'electrònica sensible a ESD, posar a terra tots els materials conductors i posar a terra als treballadors. Així l'acumulació de la càrrega en electrònica sensible d'ESD s'evita. A l'hora de planificar i dissenyar un EPA (àrea de protecció electroestàtica) és essencial la utilització de materials conductors. La primera i més essencial unitat de protecció EPA per protegir el material electrònic exposat a sofrir danys per descàrregues electroestàtiques és tot aquell element que estigui en contacte directe amb el material a protegir. Per això, la manipulació, transport i emmagatzematge s'ha de realitzar utilitzant productes fabricats amb materials conductors.
Els sistemes d'emmagatzematge fabricats en plàstic conductiu són un bon exemple de producte creat específicament amb aquesta comesa. Per això se li afegeix al polipropilè copolímer (PPC) amb el qual estan fabricats un additiu conductiu: el carbó black. Això, a més d'atorgar-li un característic color negre, els confereix una resistivitat superficial específica que permet derivar a terra les càrregues electroestàtiques. D'aquesta forma es poden emmagatzemar, transportar i manipular de manera segura circuits, targetes, plaques, etc

### Característiques tècniques de caixes conductives
- Material de base: Polipropilè copolímer (PPC)
- Additiu conductiu: Carbó black
- Color: Negre
- Densitat a 23 °C: 1,04 g/cm³
- Punt d'estovament Vicat: 154 °C ISO 306
- Temperatura d'utilització: 80-100 °C (permanent) 100-120 °C (temps breu)
- Resistència elèctrica de la superfície: <104 Ω cm (mesurat d'acord amb EN 61340-20 °C amb elèctrode anul·lar 5 cm ²)
- Resistivitat específica: 4 Ω cm (mesurat d'acord amb 20 °C amb elèctrode anul·lar 5 cm²)
- Envelliment: no hi ha disminució de conductivitat (en 7 anys de servei)
- Excel·lent resistència als raigs UV
- Resistència a agents químics: òptima (segons classificació PP generalment vàlida)

Els estàndards internacionals que s'utilitzen per definir els EPA típics i es poden trobar a les normes de la  Comissió electrotècnica internacional  (IEC) o de l' American National Standards Institute  (ANSI).

## Control i prevenció
Per poder prevenir les descàrregues electroestàtiques, és important conèixer què les provoca. Normalment, els materials del lloc de treball poden ser dividits en 3 categories: ESD generadors, ESD neutrals i ESD dissipadors (o ESD conductors):
- Els ESD generadors són generadors actius d'electricitat estàtica, com ara plàstics, pèl d'un gat, o roba de polièster.
- Els materials ESD neutrals són normalment aïllants, però no tendeixen a mantenir la càrrega estàtica. Alguns exemples poden ser la fusta, el paper o el cotó. Això no vol dir que no puguin provocar una descàrrega electroestàtica, però sí que el risc és mínim.
- Els ESD conductors, són molt obvis, eines de metall i altres objectes. Els mànecs de plàstic poden ser un problema, ja que el metall passarà la càrrega estàtica tan ràpid com es genera si està sobre una superfície. Existeixen molts altres materials, com alguns plàstics, que també entren en aquest grup, fins i tot la brutícia i el formigó, poden entrar-hi.

Hi ha moltes activitats que generen electricitat estàtica, per la qual cosa cal anar amb compte i mantenir un pla de control de les ESD. El senzill acte d'agafar cinta d'un dispensador pot generar un voltatge prou gran. Girar al voltant d'una cadira o qualsevol activitat que permeti que 2 superfícies siguin fregades una contra l'altra pot generar electricitat estàtica.
Hi ha diverses formes d'implementar una protecció contra les ESD de forma correcta. Es poden agrupar en les següents àrees:
- Protecció contra les ESD en el disseny i acoblament de circuits. La protecció s'ha d'implementar en la circuiteria per tal que els circuits electrònics puguin suportar descàrregues en el seu temps d'ús normal. Això és especialment important en les connexions de caràcter extern. També cal que els subacoblaments i les plaques tinguin algunes mesures contra les ESD per quan calgui manejar o tractar amb elles.

- Equip de muntatge i testeig en una EPA (Electrostatic Protection Area). Quan es munten dispositius electrònics, cal que els components siguin manejats de manera que no siguin exposats a les ESD. Avui dia, la majoria de les companyies tracten tots els components com a sensibles a l'electricitat estàtica, per la qual cosa s'utilitzen estrictes controls a les EPAs per proporcionar un entorn protegit contra ESD. L'ús d'aquestes EPAs s'ha convertit en un estàndard en qualsevol producció de components electrònics, actualment.

- Emmagatzematge de components en una àrea controlada (ESD controlled area). No només és necessari assegurar la protecció contra ESD en el muntatge i acoblament dels dispositius, sinó que també s'ha d'assegurar que tots els components són emmagatzemats i transportats amb aquesta protecció implementada.

- Introducció d'un control de ESD. La instal·lació d'equips i la creació d'un entorn dissipador d'estàtica és el primer pas per crear una àrea de protecció contra la ESD, però també és necessari introduir una sèrie de procediments correctes i proporcionar formació als empleats. Només quan el personal comprengui perfectament els principis per prevenir la ESD, l'àrea de protecció podrà funcionar amb total seguretat.

A més d'aquestes formes de protecció, també hi ha dispositius físics creats especialment per a la prevenció de la ESD. Són els anomenats, dispositius antiestàtics.
Un dispositiu antiestàtic té com a objectiu reduir la càrrega d'electricitat estàtica en el cos d'una persona o en el seu equip d'aquesta manera ajuda a prevenir des de petits danys fins a foc o explosions quan s'està treballant amb líquids o gasos inflamables. Alguns exemples poden ser les polseres antiestàtiques amarrades a terra que es posen els tècnics quan treballen a les estacions de treball, bosses per guardar dispositius com les que porten les targetes gràfiques o els discs durs, tapets per teclats, ratolins, etc.

## Normativa
Hi ha diverses normatives usades actualment, que inclouen les normes europees EN 100015, EN61340-5-1, i la norma americana ANSI/ESD 20:21.
La A 61340-5-1 ha superat ara a l'EN 100015, i és l'estàndard principal a Europa.
l'ANSI/ESD 20:20 s'utilitza principalment a Amèrica del Nord. Els fabricants que encara usen la EN10015 s'han de posar al dia amb l'EN 61340-5-1 tan aviat com els sigui possible.
La ESDA desenvolupa l'estàndard S20.20 que a més és suportat per ANSI i conegut com a estàndard ANSI ESD S20.20. Aquest cobreix tots els requisits per al disseny, establiment, implementació i manteniment d'un programa complet de control de ESD.
El naixement d'aquest estàndard té el seu origen en el que, tradicionalment, eren els militars els que desenvolupaven les especificacions i mesures per al control de la ESD en la seva EUA. No obstant això, amb el pas del temps es van centrar més a buscar una comercialització dels seus estàndards que en desenvolupar-ne de nous. Va ser llavors quan el Departament de Defensa va demanar a la ESDA que convertís el MIL-STD-1686 en un estàndard comercial, l'ANSI/ESD S20.20
Però això va ser fa gairebé 30 anys. Els estàndards actuals de la ESDA, estan dividits en tres grups principals:
- Els que proveeixen d'un programa de control de ESD i els seus requisits. Això inclou documents com ANSI ESD S20.20-2007-Standard of the Development of an ESD Control Program, ANSI/ESD S8.1-Symbols-ESD Awareness, o ESD TR20.20-ESD Handbook.
- Els que cobreixen els requisits per a productes i procediments específics. Alguns dels estàndards típics d'aquest grup són: ANSI/ESD S6.1-Grounding i ANSI/ESD S541-P ackaging Materials for ESD Sensitive Items.
- Els que estableixen estàndards per als mètodes de prova i avaluació de productes i materials. Un exemple d'això pot ser ANSI/ESDA-JEDEC JS-001-2010-Device Testing, Human Body Model.[3]